# Заремби-Ґжимали
Заремби-Ґжимали (пол. Zaręby-Grzymały) — село в Польщі, у гміні Замбрув Замбровського повіту Підляського воєводства.
Населення — 71 особа (2011).
У 1975-1998 роках село належало до Ломжинського воєводства.

## Демографія
Демографічна структура станом на 31 березня 2011 року:
|          | Загалом | Допрацездатний вік | Працездатний вік | Постпрацездатний вік |
| -------- | ------- | ------------------ | ---------------- | -------------------- |
| Чоловіки | 32      | 10                 | 22               | 0                    |
| Жінки    | 39      | 10                 | 24               | 5                    |
| Разом    | 71      | 20                 | 46               | 5                    |